# احسان عبده تبریزی
احسان عبده تبریزی زاده (۷ مرداد ۱۳۵۷) فعال دانشجویی و زندانی سیاسی ایرانی است.

## زندان پس از انتخابات ریاست جمهوری دهم
عبده تبریزی که در رشته علوم سیاسی دانشگاه دورهام انگلستان و در مقطع دکترا مشغول به تحصیل بود، در سال ۱۳۸۹ هنگام بازگشت از انگلستان به ایران، در فرودگاه بین‌المللی امام بازداشت و به اتهام توهین به رهبری و به اتهام اجتماع و تبانی (از طریق حضور در تظاهرات اعتراضی به نتایج انتخابات ریاست جمهوری دهم مقابل سفارت ایران در لندن)، در دادگاه انقلاب اسلامی به ریاست قاضی مقیسه به هفت سال حبس تعزیری محکوم شد. او در بند ۳۵۰ زندان اوین در اعتراض به حکم محکومیتش چندین بار دست به اعتصاب غذا زده است.دانشگاه دورهام نیز با نوشتن نامه‌ای خطاب به علی خامنه‌ای خواستار آزادی احسان عبده تبریزی شد.
پدر او، حسین عبده تبریزی، یکی از منتقدان سیاست‌های اقتصادی دولت احمدی‌نژاد در روزنامه سرمایه و دبیر اسبق بورس تهران بوده است. وی با نقدهای اقتصادی در روزنامه سرمایه واکنش‌های دولت را برانگیخته بود.